# Sybille Heyen
Sybille Heyen (* 6. Februar 1966 in Berlin) ist eine deutsche Schauspielerin.

## Leben
Ihre Schauspielausbildung absolvierte Heyen an der Ernst-Busch-Hochschule in Berlin sowie an der Hochschule für Musik und Theater in Rostock.
Einem breiten Publikum wurde sie bekannt durch die Rolle der Babette von Dornhausen in der ARD-Vorabendserie Marienhof, die sie von 1995 bis 1996 verkörperte. Des Weiteren wirkte sie von 1997 bis 2002 als Uschi Krause in Dr. Sommerfeld – Neues vom Bülowbogen mit. Außerdem war sie längere Zeit am Staatstheater Cottbus engagiert.
Heyen lebt derzeit in München.

## Filmografie

### Kino
- 1997: Xperiment (Kurzfilm) (als She)

### Fernsehen
- 1988: Hannes (als Sabine Winkler)
- 1988: Zahn um Zahn – Die Praktiken des Dr. Wittkugel (als Juliane Opitz)
- 1993: Gute Zeiten Schlechte Zeiten (als Anja Brandt)
- 1995: Kanzlei Bürger – Mandy (als Monika Klee)
- 1995–1996: Marienhof (als Babette von Dornhausen)
- 1997–2002: Dr. Sommerfeld – Neues vom Bülowbogen (als Uschi Krause)